# Каплан, Хамит
Хамит Каплан (тур. Hamit Kaplan, 1934—1976) — турецкий борец-универсал, выступавший в вольном и греко-римском стилях, чемпион мира и олимпийский чемпион в вольном стиле.

## Биография
Хамит Каплан родился в 1934 году в Хамамёзю ила Амасья в черкесской семье абадзехского происхождения. В молодости занимался турецкой национальной борьбой, затем переключился на международные виды борьбы. В 1954 году попал в национальную сборную, где его тренировал знаменитый турецкий борец Джелал Атик.
Как и многие другие турецкие борцы, Хамит Каплан выступал на турнирах как по греко-римской, так и по вольной борьбе, завоевав много титулов. На открытии Олимпийских игр 1956 года он был знаменосцем турецкой сборной. Хамит Каплан завершил спортивную карьеру после Олимпийских игр 1964 года, почувствовав, что не в состоянии конкурировать с новым поколением борцов.
Хамит Каплан погиб в 1976 году в автокатастрофе в Чоруме, и был похоронен в родном Хамамёзю. В его честь названы спорткомплексы в Амазье и Хамамёзю.

## Признание
- В 1956 году признан «Спортсменом года» в Турции[2].
- С 2011 года — член международного Зала Славы FILA[3].